# ریکاردو ویلا
ریکاردو ویلا (انگلیسی: Ricardo Villa؛ زادهٔ ۱۸ اوت ۱۹۵۲) بازیکن فوتبال اهل آرژانتین است.
از باشگاه‌هایی که در آن بازی کرده‌است می‌توان به باشگاه فوتبال راسینگ کلوب آویاندا، باشگاه فوتبال تاتنهام هاتسپر، و باشگاه ورزشی دیپورتیوو کالی اشاره کرد.
وی همچنین در تیم ملی فوتبال آرژانتین بازی کرده‌است.